# Phryxe pauperata
Phryxe pauperata là một loài ruồi trong họ Tachinidae.